# Rudy Van Gelder
Rudy Van Gelder (Nova Jersey, 2 de novembro de 1924 — Englewood Cliffs, 25 de agosto de 2016) foi um engenheiro de som especializado em jazz.

## Biografia
Ele é frequentemente considerado como um dos mais importantes engenheiros de som na história da música, Van Gelder é uma das lendas por trás da cena do jazz, gravando centenas de sessões de jazz, incluindo muitas consideradas clássicas. Trazendo uma inédita pureza de som em gravações, Van Gelder muitos dos grandes nomes do gênero, incluindo o trompetista Miles Davis, o pianista Thelonious Monk, os saxofonistas Wayne Shorter e John Coltrane e muitos outros. Ele trabalhou em diversas companhias de gravação, mas ele é mais associado ao selo Blue Note Records, uma divisão da EMI.
As técnicas de gravação de Van Gelder são frequentemente admiradas pela presença e entusiasmo que ele traz no resultado final. Alguns críticos entretanto mostram desagrado pelo som fino e rebaixado dos instrumentos, principalmente o piano. Richard Cook por exemplo, diz que a maneira com que Van Gelder grava o piano frequentemente é diferente do modo de tocar dos pianistas.
Por boa parte da década de 1950, Van Gelder trabalhou durante o dia como optometrista.